# Gabriela Soukalová
Gabriela Soukalová, tidigare Koukalová, född 1 november 1989 i Jablonec nad Nisou, är en tjeckisk skidskytt som har tävlat i världscupen sedan 2009. 

## Karriär
Soukalová fick sitt stora genombrott säsongen 2012/2013. Efter att ha inlett säsongen med placeringar mellan 10:e och 14:e plats i de inledande fem loppen, tog hon sin första seger i sprinten den 14 december 2012 i Pokljuka. I jaktstarten dagen tog hon en andraplats. På masstarten den 16 december blev hon trea. Hennes andra seger i världscupen kom den 14 mars 2013, på sprinten under den avslutande tävlingsveckan i Chanty-Mansijsk. I det efterföljande jaktstartsloppet vann hon sin tredje världscuptävling. Hon vann även masstarten två dagar senare.
Säsongen 2013/2014 blev också lyckad för Soukalová. Hon ledde världscupen under stora delar av säsongen men slutade till slut på fjärde plats totalt. Hon tog tre segrar totalt och vann distanscupen.
Hon vann silver i masstarten och mixstafetten vid olympiska vinterspelen 2014.
Säsongen 2015/2016 var en jättesuccé för Soukalová då hon vann den totala världscupen, sprintcupen, jaktstartscupen och masstartscupen. Hon ledde cupen i stort sett hela säsongen och tog fyra segrar och hade som sämsta resultat en elfte plats.
Hon tog sitt första individuella VM-guld när hon vann sprinten under VM i Hochfilzen 2017. På grund av en skada i benet kom hon inte till start i Säsongen 2017/2018. Av samma skäl avstod hon sedan från deltagande i olympiska vinterspelen 2018, och har därefter inte tävlat på elitnivå.

## Privatliv
Soukalovás mor är den före detta längdskidåkaren Gabriela Svobodová, senare gift Soukalová. Soukalová är sedan 13 maj 2016 gift med badmintonspelaren Petr Koukal (född 1985). Vigseln skedde i ett kloster i Panenský Týnec. I april 2018 gav hon ut den självbiografiska boken Jiná, i vilken hon berättade om sina återkommande ätstörningar och kritiserade förekomsten av doping inom skidskyttesporten 

## Världscupsegrar
Not: VM-tävlingar ingår också i världscupen

### Individuellt (17)
| Nr | Datum            | Säsong    | Plats           | Land      | Disciplin   | Källa |
| -- | ---------------- | --------- | --------------- | --------- | ----------- | ----- |
| 1  | 14 december 2012 | 2012/2013 | Pokljuka        | Slovenien | Sprint      |       |
| 2  | 14 mars 2013     | 2012/2013 | Chanty-Mansijsk | Ryssland  | Sprint      |       |
| 3  | 16 mars 2013     | 2012/2013 | Chanty-Mansijsk | Ryssland  | Jaktstart   |       |
| 4  | 17 mars 2013     | 2012/2013 | Chanty-Mansijsk | Ryssland  | Masstart    |       |
| 5  | 28 november 2013 | 2013/2014 | Östersund       | Sverige   | Distans     |       |
| 6  | 10 januari 2014  | 2013/2014 | Ruhpolding      | Tyskland  | Distans     |       |
| 7  | 12 januari 2014  | 2013/2014 | Ruhpolding      | Tyskland  | Jaktstart   |       |
| 8  | 18 december 2014 | 2014/2015 | Pokljuka        | Slovenien | Sprint      |       |
| 9  | 5 december 2015  | 2015/2016 | Östersund       | Sverige   | Sprint      |       |
| 10 | 16 januari 2016  | 2015/2016 | Ruhpolding      | Tyskland  | Masstart    |       |
| 11 | 11 februari 2016 | 2015/2016 | Presque Isle    | USA       | Sprint      |       |
| 12 | 12 februari 2016 | 2015/2016 | Presque Isle    | USA       | Jaktstart   |       |
| 13 | 4 december 2016  | 2016/2017 | Östersund       | Sverige   | Jaktstart   |       |
| 14 | 18 december 2016 | 2016/2017 | Nové Město      | Tjeckien  | Masstart    |       |
| 15 | 6 januari 2017   | 2016/2017 | Oberhof         | Tyskland  | Sprint      |       |
| 16 | 8 januari 2017   | 2016/2017 | Oberhof         | Tyskland  | Masstart    |       |
| 17 | 10 februari 2017 | 2016/2017 | Hochfilzen      | Österrike | Sprint (VM) |       |

### Stafett (6)
| Nr | Datum            | Säsong    | Plats        | Land     | Disciplin       | Källa |
| -- | ---------------- | --------- | ------------ | -------- | --------------- | ----- |
| 1  | 23 november 2013 | 2013/2014 | Östersund    | Sverige  | Mixstafett      |       |
| 2  | 7 januari 2015   | 2014/2015 | Oberhof      | Tyskland | Stafett         |       |
| 3  | 14 januari 2015  | 2014/2015 | Ruhpolding   | Tyskland | Stafett         |       |
| 4  | 15 februari 2015 | 2014/2015 | Oslo         | Norge    | Stafett         |       |
| 5  | 5 mars 2015      | 2014/2015 | Kontiolax    | Finland  | Mixstafett (VM) |       |
| 6  | 13 februari 2016 | 2015/2016 | Presque Isle | USA      | Stafett         |       |